# María Eugenia Sánchez
María Eugenia Sánchez Bravo, född 25 juli 1969 i Madrid, är en spansk handbollsmålvakt.
Hon började träna handboll tidigt i skolan, ledd av sin idrottslärare Manolo Cadenas. Hennes första lag var CM Leganés, sedan Iber i Valencia, Cleba León, BM Elda Prestiogio, Cementos La Unión Ribarroja 2005-2008 och slutligen CB Mar Alicante 2009 till 2011. Hon vann med sina klubbar 4 mästerskapstitlar i Spanien. Efter spelarkarriären var hon målvaktstränare i BM Mar Alicante i två år.

## Landslagskarriär
Sànchez deltog vid Olympiska sommarspelen 1992 i Barcelona, där det spanska laget placerade sig på sjunde plats. Hon var också med i OS 2004 i Athen där Spanien kom på sjätte plats.Förutom sitt deltagande i de två olympiska spelen vann hon guldmedaljer vid Medelhavsspelen i Almeria 2005, två bronsmedaljer vid Medelhavsspelen i Roussillon 1993 och Aten 2001 och deltog i sex världsmästerskap och två EM. Hon spelade 195 landskamper för det spanska landslaget och hon tillhör 2023 fortsatt de 10 damer som spelat flest matcher i landslaget.